# Ирина Брауншвайгска
 Вижте също: Аделхайд Брауншвайгска (1274).
Вижте пояснителната страница за други личности с името Аделхайд.
Ирина, по рождение Аделхайд (на немски: Adelheid-Irene von Braunschweig-Grubenhagen), е германска принцеса от Брауншвайг-Люнебург и византийска императрица (1321 – 1324), първа съпруга на император Андроник III Палеолог.

## Произход
Аделхайд е дъщеря на Хайнрих I, херцог на Брауншвайг-Люнебург от рода Велфи, и на Агнес фон Майсен от рода Ветини.

## Брак с Андроник III Палеолог
През март 1318 г. Аделхайд е омъжена за Андроник Палеолог (1296 – 1341), най-големия син на византийския съимператор Михаил IX Палеолог и Рита Арменска. За да се омъжи за Андроник, Аделхайд приема православието и името Ирина. Двамата с Андроник имат един син (* юни 1320, † февруари 1322), починал на около две години.
През 1321 г. избухва гражданска война между Андроник Палеолог и дядо му Андроник II Палеолог. Съпругът на Аделхайд се провъзгласява за император на Византия, а Аделхайд е обявена за негова императрица. Тя обаче умира в Родосто на 16 или на 17 август 1324 г. преди края на гражданската война. След смъртта ѝ Андроник III се жени повторно за Анна Савойска.